# 圣克里斯蒂娜-德瓦尔马德里加尔
圣克里斯蒂娜-德瓦尔马德里加尔（西班牙語：Santa Cristina de Valmadrigal），是西班牙卡斯蒂利亚-莱昂莱昂省的一个市镇。 总面积40平方公里，总人口357人（001年），人口密度9人/平方公里。